# Charaxes nobilis
Charaxes nobilis is een vlinder uit de familie van de Nymphalidae. De wetenschappelijke naam van de soort is voor het eerst geldig gepubliceerd in 1873 door Herbert Druce.